# Mitsutoshi Watada
Mitsutoshi Watada (和多田 充寿, Watada Mitsutoshi) est un footballeur japonais né le 26 mars 1976.